# Trần Phong Giao
Trần Phong Giao (1932-2005) tên thật: Trần Đình Tĩnh, bút hiệu: Trần Phong, Thư Trung, Mõ Làng Văn; là nhà văn, dịch giả Việt Nam.

## Tiểu sử
Trần Phong Giao sinh tại Nam Định. Năm 1954, ông di cư vào Nam. Năm 1960 đến năm 1963, ông làm thư ký toà soạn báo Tin sách do Trung tâm Văn Bút Việt Nam chủ trương. Thời gian này, ông cũng bắt đầu dịch một số tác phẩm văn chương, triết học của các nhà văn nổi tiếng thế giới, như Albert Camus, Jean-Paul Sartre, Paul Gallico.
Cuối năm 1963, ông làm thư ký tòa soạn tạp chí Văn (số đầu tiên là số xuân Giáp Thìn, 1964) tại Sài Gòn do Nguyễn Đình Vượng làm chủ nhiệm.
Năm 1971, ông thôi làm ở tạp chí Văn, lập nhà xuất bản Giao Điểm và xuất bản tạp chí Giao Điểm, nhưng chỉ được ít số thì đình bản. Sau đó, ông có thực hiện một vài giai phẩm khác nữa (trong đó có tờ Chính Văn với nhà văn Nguyễn Mạnh Côn), nhưng không thành công. Cuối cùng ông trở lại công việc dịch sách và làm quản thủ thư viện Đại Học Cửu Long cho tới ngày 30 tháng 4 năm 1975.
Bên cạnh các công việc trên, đầu năm 1975, ông còn giữ mục Giải đáp thắc mắc Văn học trên tờ Thời tập của nhà văn Viên Linh.
Sau một thời gian lâm bệnh (ung thư đại tràng), ông mất ngày 13 tháng 4 năm 2005 tại nhà riêng ở Quận 6, Thành phố Hồ Chí Minh, thọ 73 tuổi. Sau đó, thi hài ông được hỏa táng tại Bình Hưng Hòa.

## Tác phẩm
Tác phẩm của Trần Phong Giao có:

### Sáng tác
- Ngồi lại bên cầu (tập truyện)
- Nửa đêm thức giấc (tiểu thuyết)

### Dịch
- Lưu đày và quê nhà (L'exil et le royaume) tuyển truyện của Albert Camus.
- Guồng máy (L'engrenage) dịch tác phẩm kịch của Jean-Paul Sartre.
- Sứ mệnh văn nghệ (Discours de Suède), diễn văn đọc tại lễ nhận giải Nobel Văn chương của Albert Camus.
- Sự đã rồi (Les jeux sont faits) của Jean-Paul Sartre. Trần Phong Giao dịch chung với Nguyễn Xuân Hoàng.
- Không một nấm mồ (Morts sans sépulture) của Jean-Paul Sartre.
- Con chim trốn tuyết (Snow goose), truyện của Paul Gallico. Trần Phong Giao dịch chung với Hoàng Ưng.
- Kinh nghiệm đời văn của Erskine Caldwell. Trần Phong Giao dịch chung với Nhã Điển (Nhà xuất bản Văn Hóa, 2009).